# 曽谷 (市川市)
曽谷（そや）は、千葉県市川市にある地名。現行行政地名は曽谷一丁目から曽谷八丁目。郵便番号は272-0832。

## 地理
市川市北部に位置する。地域内は住宅街となっており、二丁目に曾谷貝塚、市川市消防局曽谷出張所、市川曽谷郵便局、三丁目に市立第三中学校、五丁目に市川曽谷北郵便局、六丁目に市立百合台小学校、曽谷公民館、七丁目に市立曽谷小学校がある。
東は下貝塚、西は東国分、南は宮久保、北は稲越・松戸市高塚新田と接している。
縄文時代の曾谷貝塚の遺構が出土したほか、鎌倉時代にこの地を支配した曾谷教信が日蓮の支援者であったことで知られている。

### 地価
住宅地の地価は、2014年（平成26年）1月1日の公示地価によれば、曽谷5-22-5の地点で12万4000円/m2となっている。

## 歴史

### 沿革
- 1869年（明治2年） - 葛飾県葛飾郡曽谷村となる。
- 1871年（明治4年） - 廃藩置県、県の統合により印旛県葛飾郡曽谷村となる。
- 1873年（明治6年） - 県の統合及び、郡の分割により千葉県東葛飾郡曽谷村となる。
- 1889年（明治22年） - 東葛飾郡国分村、須和田村、稲越村、下貝塚村と合併し、東葛飾郡五常村大字曽谷となる。
- 1890年（明治23年）5月23日 - 五常村が国分村に村名を変更。東葛飾郡国分村大字曽谷となる。
- 1934年（昭和9年）11月3日 - 市川町、八幡町、中山町と合併、市制施行。市川市大字曽谷となる。
- 1951年（昭和26年）12月1日 - 市内の大字を町に変更。それに伴い、市川市曽谷町となる。
- 1971年（昭和46年）2月1日 - 曽谷町の一部で住居表示施行。
- 1973年（昭和48年）12月24日 - 曽谷町の一部で住居表示施行。
- 1974年（昭和49年）2月 - 曽谷町の残部で住居表示施行。市川市曽谷一丁目 - 八丁目となる。

## 世帯数と人口
2017年（平成29年）9月30日現在の世帯数と人口は以下の通りである。
| 丁目       | 世帯数    | 人口     |
| ---------- | --------- | -------- |
| 曽谷一丁目 | 1,031世帯 | 2,419人  |
| 曽谷二丁目 | 833世帯   | 1,829人  |
| 曽谷三丁目 | 1,083世帯 | 2,567人  |
| 曽谷四丁目 | 1,027世帯 | 2,354人  |
| 曽谷五丁目 | 1,002世帯 | 2,209人  |
| 曽谷六丁目 | 394世帯   | 960人    |
| 曽谷七丁目 | 905世帯   | 2,013人  |
| 曽谷八丁目 | 505世帯   | 1,094人  |
| 計         | 6,780世帯 | 15,445人 |

## 小・中学校の学区
市立小・中学校に通う場合、学区は以下の通りとなる。
| 丁目       | 番地 | 小学校               | 中学校               |
| ---------- | ---- | -------------------- | -------------------- |
| 曽谷一丁目 | 全域 | 市川市立百合台小学校 | 市川市立第三中学校   |
| 曽谷二丁目 | 全域 | 市川市立曽谷小学校   | 市川市立第三中学校   |
| 曽谷三丁目 | 全域 | 市川市立百合台小学校 | 市川市立第三中学校   |
| 曽谷四丁目 | 全域 | 市川市立曽谷小学校   | 市川市立東国分中学校 |
| 曽谷五丁目 | 全域 | 市川市立曽谷小学校   | 市川市立東国分中学校 |
| 曽谷六丁目 | 全域 | 市川市立百合台小学校 | 市川市立第三中学校   |
| 曽谷七丁目 | 全域 | 市川市立曽谷小学校   | 市川市立東国分中学校 |
| 曽谷八丁目 | 全域 | 市川市立稲越小学校   | 市川市立東国分中学校 |

## 施設
- 市川市消防局北消防署
- 市川市立曽谷保育園
- 百合台保育園
- 市川市立百合台幼稚園
- 国分幼稚園
- 曽谷幼稚園
- 市川市立曽谷小学校
- 市川市立百合台小学校
- 市川市立第三中学校
- 曽谷公民館
  - 市川市立図書館曽谷公民館図書室
- 市川曽谷郵便局
- 市川曽谷北郵便局
- 曾谷貝塚